# Kapela u rezidenciji sv. Stanislava u Zagrebu
Kapela u rezidenciji sv. Stanislava katolička je kapelica koja se nalazi u zagrebačkoj četvrti Maksimir u ulici Fratrovac. 